# Plan B Entertainment
Plan B Entertainment, Inc., thường được gọi là Plan B, là một công ty sản xuất của Mỹ được thành lập vào tháng 11 năm 2001 bởi Brad Grey, Brad Pitt và Jennifer Aniston. Năm 2005, sau khi Pitt và Aniston ly hôn, Grey trở thành Giám đốc điều hành của Paramount Pictures và Pitt trở thành chủ sở hữu duy nhất của công ty. Chủ tịch của công ty là Dede Gardner trong nhiều năm, nhưng cô và Pitt đã chỉ định Jeremy Kleiner đồng chủ tịch với Gardner vào năm 2013. Ba trong số các phim của công ty sản xuất, Điệp vụ Boston (The Departed, 2006), 12 năm nô lệ (12 Years a Slave, 2013) và Moonlight (2016), đã giành được Giải Oscar cho phim hay nhất.
Pitt, Gardner và Kleiner đã nhận được Hiệp hội các nhà sản xuất Hoa Kỳ Giải thưởng thành tựu David O. Selznick trong phim điện ảnh chiếu rạp vào năm 2020.
Tên này trước đây được sử dụng cho một công ty sản xuất không liên quan do Bruce Berman đứng đầu từ năm 1996 đến năm 1997.

## Giao dịch sản xuất

### Hiện tại
- Metro-Goldwyn-Mayer (từ năm 2020)[5]
- Warner Bros. Pictures (2002–2005;[6] từ năm 2020)[7]
- Amazon Studios (từ năm 2020)[8]

### Trước kia
- Annapurna Pictures (2017–2020)[9]
- New Regency (2014–2017)[10][11]
- RatPac Entertainment (2014–2017)[10][11]
- Paramount Pictures (2005–2013)[12]

## Sản xuất (sự lựa chọn)

### Phim
WOBPBộ phim đã đoạt giải Giải Oscar cho phim hay nhất.
NOBPMột bộ phim được đề cử cho Giải Oscar cho phim hay nhất.
- Người hùng thành Troy (Troy, 2004)
- Charlie và nhà máy sôcôla (Charlie and the Chocolate Factory, 2005)
- Điệp vụ Boston (The Departed, 2006)WOBP
- Trái tim quả cảm (A Mighty Heart, 2007)
- Chồng ảo (The Time Traveler's Wife, 2009)
- Kick-Ass (2010)
- Cây đời (The Tree of Life, 2011)NOBP
- Thế chiến Z (World War Z, 2013)
- 12 năm nô lệ (12 Years a Slave, 2013)WOBP
- The Big Short (2015)NOBP
- Moonlight (2016)WOBP
- Thành phố vàng đã mất (The Lost City of Z, 2016)
- Beautiful Boy (2018)
- Giải mã bí ẩn Ngân Hà (Ad Astra, 2019)
- Quốc vương (The King, 2019)
- Khát vọng đổi đời (Minari, 2020)NOBP

### Truyền hình
- The Normal Heart (2014) (phim truyền hình)
- Feud (2017) (TV miniseries)